# Рістлаан Рейн Едурович
Рейн Едурович Рістлаан (27 квітня 1933, місто Таллінн, тепер Естонія — 31 грудня 2007, місто Таллінн, Естонія) — радянський естонський діяч, секретар ЦК КП Естонії. Член Бюро ЦК КП Естонії в 1980—1988 роках. Депутат Верховної ради Естонської РСР 10—11-го скликань. Кандидат економічних наук, доцент.

## Життєпис
Батько працював землевпорядником і робітником фабрики. У 1936 році родина змінила прізвище Ріцланд на Рістлаан. У 1951 році Рейн Рістлаан закінчив Десяту середню школу міста Таллінна.
З 1952 року працював на хімічному заводі «Піонер» у місті Таллінні. Одночасно навчався на хімічному факультеті Талліннського політехнічного інституту, здобув спеціальність інженера-технолога.
Після закінчення інституту — начальник цеху, заступник директора хімічного заводу «Піонер» у Таллінні.
У 1957—1961 роках — заступник директора — головний інженер Будинку науково-технічної пропаганди в Таллінні; завідувач відділу науково-технічної інформації та пропаганди Державного науково-технічного комітету Ради міністрів Естонської РСР; головний інженер заводу «Кунстсарветехасед» у Таллінні.
Член КПРС з 1960 року.
У 1961—1963 роках — директор заводу будівельних матеріалів «Мянніку» в Таллінні.
У 1963—1967 роках — заступник голови виконавчого комітету Талліннської міської ради депутатів трудящих.
У 1967—1975 роках — секретар Талліннського міського комітету КП Естонії.
У 1975 — 27 березня 1980 року — завідувач відділу торгівлі та побутового обслуговування ЦК КП Естонії.
27 березня 1980 — 16 січня 1988 року — секретар ЦК КП Естонії з питань ідеології.
У січні 1988—1990 роках — уповноважений Ради у справах релігій при Раді міністрів СРСР в Естонській РСР.
З 1990 року — на пенсії в місті Таллінні.
Помер 31 грудня 2007 року. Похований на Лісовому цвинтарі Таллінна. 